# مشعلية كريتية
مشعلية كريتية أو رشاد حجري كريتي (الاسم العلمي: Aethionema creticum) هي نوع نباتي يتبع جنس المشعلية من فصيلة الصليبية.